# Albert Hagemeier genannt von Niebelschütz
Albert Ottomar Ferdinand Hagemeier genannt von Niebelschütz (* 25. November 1805 in Berlin; † 7. Juli 1880 in Guhrau, Regierungsbezirk Breslau) war preußischer Generalleutnant und zuletzt Inspekteur der 1. Artillerie-Inspektion.

## Leben

### Herkunft
Seine nicht miteinander verheirateten Eltern waren der Major a. D. aus dem Infanterie-Regiment Nr. 25 („Alt-Larisch“), Hans Balthasar Moritz von Niebelschütz (* 1781; † 28. August 1846), Gutsherr auf Tschistey (im Landkreis Wohlau, ab 1818 im Landkreis Guhrau) und Klein-Beltsch (er heiratete 1811 Julie von Liebermann), und Friederike Wilhelmine Hagemeier. Alberts Vater war 1817 Freimaurer der Großloge zu den drei Weltkugeln zu Berlin.

### Werdegang
Er ging am 1. September 1822 als Kanonier in die 5. Artillerie-Brigade. Von 1824 bis 1826 war Hagemeier zur Schulung an die Vereinigte Artillerie- und Ingenieurschule abkommandiert. In der Zeit wurde er am 13. November 1824 zum Portepeefähnrich und nach seiner Rückkehr am 31. Dezember 1827 zum aggregierten Seconde-Lieutenant ernannt. Von 1834 bis 1836 wurde er dann als Adjutant in der 5. Artillerie-Brigade verwendet. Er wurde am 14. November 1841 zum Premier-Lieutenant befördert. Da er von seiner Tante Sophie von Thierbach, geb. von Niebelschütz, adoptiert war, konnte er am 23. April 1842 unter dem Namen Hagemeier genannt von Niebelschütz und der Beilegung des väterlichen Wappens derer von Niebelschütz, in den preußischen Adelsstand erhoben werden. Das Adelsdiplom dazu erhielt er am 4. Februar 1843. Am 14. März 1846 wurde er zum Hauptmann befördert und kam zeitgleich als Chef in die 2. Festungs-Reserve-Artilleriekompanie nach Mainz, sein Patent wurde auf den 27. Februar 1844 rückdatiert. Am 13. Februar 1847 zur 7. Artillerie-Brigade versetzt und am 1. Mai 1851 dort zum Hauptmann 1. Klasse ernannt. Am 13. Dezember 1852 kam er als Artillerie-Offizier vom Platz in die Festung Erfurt. Dort wurde er am 18. Juni 1853 zum Major befördert und wurde dann am 4. November 1854 zum Abteilungskommandeur im 4. Artillerie-Regiment ernannt. Er wurde dann am 2. April 1857 in das Garde-Artillerie-Regiment versetzt. Am 2. Juli 1857 wurde er zum Mitglied der Prüfungskommission für Premier-Lieutenant der Artillerie ernannt, außerdem wurde er am 6. August 1857 zum Kommandeur des 8. Artillerie-Regiments ernannt. Am 22. Mai 1858 zum Oberstleutnant, erhielt er am 21. April 1859 den Roten Adlerorden 4. Klasse und am 25. Mai 1860 den Roten Adlerorden 3. Klasse mit Schleife. Er wurde am 1. Juli 1860 dann zum Oberst ernannt und als Brigadier in die 8. Artillerie-Brigade versetzt. Er erhielt am 18. Oktober 1861 den Kronen-Orden 3. Klasse und am 7. April 1863 den türkischen Mecidiye-Orden 3. Klasse. Anschließend wurde er am 25. Juni 1864 zum Generalmajor befördert und zeitgleich zum Kommandeur 8. Artillerie-Brigade ernannt. Aber schon am 2. Oktober 1865 wurde er als Inspekteur in die 1. Artillerie-Inspektion versetzt. Dort wurde er am 31. Dezember 1866 zum Generalleutnant ernannt sowie am 18. Januar 1867 auch mit dem Roten Adlerorden 2. Klasse mit Eichenlaub ausgezeichnet. Am 7. Januar 1868 wurde er dann mit Pension zur Disposition gestellt dazu wurde ihm der Stern zum Roten Adlerorden verliehen. Er starb am 7. Juli 1880 in Guhrau im Kreis Breslau.

### Familie
Er heiratete am 14. Mai 1833 in Posen Wilhelmine Franziska Alexandrine von Jaenichen (* 31. März 1814; † 14. Februar 1836), eine Tochter des Generalleutnants von Jaenichen. Nach dem Tod seiner ersten Frau heiratete er am 28. September 1839 in Posen Agnes Henriette Charlotte Hünke (* 19. Januar 1822; † 27. Mai 1871), eine Tochter des Justizrats und Rittergutbesitzers von Stentsch Karl Friedrich Hünke (1795–1870). Das Paar hatte mehrere Kinder:
- Balthasar
- Georg (* 27. September 1840; † 30. Juli 1928), Oberst a. D.
- Arthur (* 6. September 1843; † 9. Juli 1879), Hauptmann
- Klara Sophie (* 9. April 1848; † 18. September 1918)
- Agnes Charlott Julie Klara (* 9. April 1852), Diakonissin